# Pump Up the Jam: The Album
| Críticas profissionais                                                      | Críticas profissionais |
| Avaliações da crítica                                                       | Avaliações da crítica  |
| Fonte                                                                       | Avaliação              |
| --------------------------------------------------------------------------- | ---------------------- |
| All Music Guide                                                             | link                   |
| Robert Christgau                                                            | (A-) link              |
| Esta tabela precisa de ser acompanhada por texto em prosa. Consulte o guia. |                        |

Pump Up the Jam: The Album é o álbum de lançamento do grupo belga de música eletrônica Technotronic, lançado em 1989. O álbum contém a faixa "Pump Up the Jam", que foi um hit mundial. Segundo Alex Henderson, do AllMusic:
"O Hip-house, uma mistura de rap e house music, teve um dos seus maiores sucessos comerciais com o grupo Technotronic (que trouxe elementos do euro disco para o estilo). Pump Up the Jam: The Album deve ser tomado por aquilo que ele é sem apologia: música dance, pura e simplesmente. O Technotronic nunca pretendeu conquistas sociopolíticas alcançadas por artistas como Public Enemy ou Ice-T, e se esforçou para não ser nada, apenas divertido. Nesse nível, este CD consegue divertir descontroladamente. "Pump Up the Jam," "Get Up (Before the Night Is Over)", "This Beat Is Technotronic" e outros hits altamente contagiantes, não fizeram muito sucesso nos mercados de Rap ou R&B, embora o grupo tenha tido alguma exposição fora dos círculos da dance music, graças à inclusão da musica "Move This" (também aqui incluído) em um comercial da Revlon com a supermodelo internacional Cindy Crawford, em 1992. Mas, em geral, esta coleção recorreu primeiramente ao público alvo do Technotronic: pessoas que gostam de dançar e freqüentadores de night clubs". Alex Henderson

## Faixas
| N.º | Título                              | Compositor(es)   | Duração |  |
| 1.  | "Pump Up the Jam"                   | DeQuincy, Kamosi | 5:22    |  |
| 2.  | "Get Up (Before the Night Is Over)" | Bogaert, Kamosi  | 5:37    |  |
| 3.  | "Tough"                             | Bogaert, Martin  | 4:23    |  |
| 4.  | "Take It Slow"                      | Bogaert, Kamosi  | 5:03    |  |
| 5.  | "Come On"                           | Bogaert          | 3:09    |  |
| 6.  | "This Beat Is Technotronic"         | Bogaert, Martin  | 5:25    |  |
| 7.  | "Move This"                         | Bogaert, Kamosi  | 5:19    |  |
| 8.  | "Come Back"                         | Bogaert          | 4:53    |  |
| 9.  | "Rockin' Over the Beat"             | Bogaert, Kamosi  | 5:47    |  |
| 10. | "Raw"                               | Bogaert          | 4:47    |  |
| 11. | "Wave"                              | Bogaert          | 4:17    |  |
| 12. | "Bluestring"                        | Bogaert          | 2:54    |  |

## Versões remix
- Foi feito um remix da música "Pump Up the Jam" pelo personagem animado Crazy Frog.

## Presença em "Verão 90" (2019)

Trilha Sonora da novela "Verão 90", lançada em 2019, onde a canção "Pump Up The Jam" foi incluída.

30 anos depois de seu lançamento, "Pump Up The Jam" foi tema de abertura e incluída na trilha sonora da novela "Verão 90", exibida pela TV Globo em 2019.